# ویس و رامین
منظومه ویس و رامین از شاهکارهای ادب فارسی و جهان است که سروده فخرالدین اسعد گرگانی شاعر سده پنجم هجری است. این داستان عاشقانهٔ منظوم در حدود ۹۰۰۰ بیت* دارد که در بحر هزج مسدس محذوف* یا مقصور* سروده شده است. چنان‌که از نشانه‌های موجود بر می‌آید فخرالدین اسعد گرگانی این اثر را از متنی پهلوی به شعر پارسی برگردانده است و داستان مربوط به زمان اشکانی-ساسانی است. که در این ترجمه با آرایش کلام و به کاربردن صنایع لفظی و معنوی* شاهکاری بزرگ به وجود آورده است. محمد عوفی تذکره‌نویس سده هفتم هجری چنین گفته است: «... و آنچه از غرّر اوصاف و درّر تشبیهات در آنجا ایراد کرده است مقوّمان ضمیر افاضل از تقویم آن عاجزند و جوهریان صنعت از تصریع معارضهٔ آن قاصر…» ∗
نویسنده کتاب مجمل التواریخ و القصص رخداد این داستان را در زمان شاپور پسر اردشیر بابکان می‌داند.∗ ولی ولادیمیر مینورسکی، خاورشناس و ایران‌شناس روسی و استاد دانشگاه لندن، بر پایهٔ پاره‌ای از جزئیات، زمان پدید آمدن این رویداد را وابسته به دورهٔ اشکانیان و برابر با زمان پادشاهی گودرز دوم، یعنی سال‌های ۳۹ تا ۵۱ میلادی برآورد کرده است.∗
ابوالفتح مظفر، از فخرالدین به نظم کشیدن اثر را درخواست کرد. از آنجا که اثر منثور اصلی به پارسی میانه داشت، بعضی از کلمه‌ها و ترکیب‌های پهلوی به شعر فخرالدین راه یافته است: چون دژخیم، دژپسند و دژمان.∗ این کتاب در فاصلهٔ سال‌های ۴۳۲ تا ۴۴۶ ه‍.ق (نگارش ویس و رامین در سال ۱۰۵۴ میلادی به پایان رسیده است) به نظم درآمده است.
ویس و رامین را نخستین‌بار در سال ۱۸۶۵ میلادی در کلکتهٔ هندوستان چاپ کردند تا آن‌ که ویرایش علمی آن در سال ۱۳۱۴ خورشیدی به کوشش مجتبی مینوی فراهم آمد. از این منظومه، سه چاپ ویرایش شدهٔ دیگر در دسترس است: چاپ محمدجعفر محجوب (۱۳۳۷ خورشیدی)؛ چاپ ماگالی تودوا و الکساندر گواخاریا، دو دانشمند گرجستانی (۱۳۴۹ خورشیدی) و چاپ محمد روشن (۱۳۷۷ خورشیدی).
به باور برخی پژوهشگران، منشأ افسانهٔ اروپایی تریستان و ایزولت همین داستان است. خبه‌طور چکیده موضوع داستان عبارتست از: عشق متقابل شهوانی و افسار گسیختهٔ دختری به نام ویس با برادرشوهرش به‌نام «رامین»، ویس که در عقد «موبد» شاهنشاهی در مرو است، سخت از این پیوند ناراضی‌ است. زنی که در این منظومه نامش بیش از همه با همدردی و احترام یاد می‌شود شهرو است. شهرو در این داستان مادر ویس است که زنی از نسل جمشید بود. او چندین بار ازدواج کرد و و از هر یک از شوهرانش فرزندانی آورد. شهرو سی پسر داشت اما هنگامی که پا به سن گذاشته بود صاحب دختری شد که نام او را «ویس» گذاشت.

## ریشه داستان
احتمالاً سرچشمه این داستان به ۲۰۰۰ سال پیش و دوران اشکانی بر می‌گردد و گرگانی آن را هزار سال بعد به گفته خود از سمرها یافته و به نظم درآورده است. یازده نسخه خطی از این داستان وجود دارد. ممکن است در بازنویسی و انتقال داستان از کاتبی به کاتب دیگر برخی از مطالب از قلم افتاده باشد که موجب گسستگی در نسخه‌های موجود شده است.

## زمینه داستان
در زمان‌های قدیم در مرو شاهنشاهی به نام «موبد» بود که شاهان تمامی مملکت‌های ایران تحت فرمان او بودند. در جشنی موبد چشمش به زنی زیبا رو به نام شهرو افتاد بر آن بود تا با او ازدواج کند، اما شهرو عذر آورد که فرزندان بسیاری زاییده و پیر شده است. پس پیمان بستند که هرگاه شهرو دختری بزاید او را به زنی به شاه موبد بدهد. شهرو دختری زایید و نامش را ویس نهاد. ویس را به دایه سپرد و دایه ویس را به خوزان برد. از قضا «رامین» برادر شاه موبد هم نزد همان دایه در خوزان بود. ویس بزرگ شد و دایه نامه‌ایی به شهرو نوشت تا دختر خود را ببرد. ویس را به نزد مادر بردند و شهرو که سی پسر داشت او را به عقد یکی از پسران خود (یعنی برادر ویس) که «ویرو» نام داشت درآورد.
شاه موبد پس از آگاهی از این امر برادر خود، «زرد»، را به نزد شهرو فرستاد تا پیمان سالیان پیش را به او یادآوری کند. ویس بر عشق ویرو پافشاری کرد. شاه به جنگ ویرو آمد اما موفق نشد. پس نامه ای با هدایای بسیار به نزد شهرو فرستاد و او را فریفت. شهرو شبانه دروازه شهر را گشود و شاه ویس را ربود. ویس بسیار غمناک بود و دایه همواره او را به صبوری اندرز می‌داد. رامین برادر شاه موبد نیز که سخت عاشق ویس بود به دایه پناه آورد و درخواست یاری کرد. ویس به هیچ روی حاضر نبود دست از عشق «ویرو» باز دارد. سرانجام دایه با چرب‌زبانی او را فریفت و دلش را به رامین نرم ساخت. شاه موبد از عشق ویس و رامین آگاه شد. ویس اعتراف کرد که رامین را دوست دارد. شاه به ویرو شکایت برد. ویرو خواهر خود را اندرز داد اما سودی نبخشید. شاه موبد ویس را به همدان به نزد مادر و برادرش باز فرستاد. رامین خود را به بیماری زد و از شاه اجازه سفر گرفت و بدین حیله به نزد ویس رفت. چون شاه موبد از جریان آگاه شد به همدان رفت و خواست تا ویرو را مجازات کند. ویرو خواهر را دوباره در اختیار شاه قرار داد. چون ویس در دفاع از خود مطالبی را حاشا کرده بود. قرار شد از او و رامین آزمایش ور یعنی عبور از آتش به عمل آید تا گناهکار بودن یا بیگناهی آنان نمایان شود. ویس و رامین ترسیدند و گریختند و مدت‌ها از آنان خبری نبود.
پس از مدتی رامین به مادر خود نامه‌ایی نوشت و مادر هم دل شاه موبد را نرم کرد و رامین و ویس بازگشتند. چون شاه، ویس را دید همه اندوه و خشم خود را فراموش کرد و چون قرار بود با قیصر روم جنگ کند، ویس را در «دژ اشکفت دیوان» زندانی کرد و رامین را به همراه خود برد. رامین از دوری ویس بیمار شد. پس او را از ادامهٔ سفر باز داشتند. رامین به پای دژ اشکفت دیوان آمد. ویس و دایه چهل دیبای چینی را به هم بافتند و به پایین آویختند و رامین با گرفتن آن وارد دز شد. شاه موبد از روم بازگشت و یکسره به دز رفت؛ زیرا از جریان آگاهی یافته بود. رامین گریخت و شاه ویس و دایه را به شدت تنبیه بدنی کرد. شهرو می‌گریست و می‌گفت: دختر مرا خواهی کشت و خود شاه هم می‌گریست. از طرفی «زرد» هم از رامین پادرمیانی کرد و شاه رامین را بخشود. سرانجام ویس را در همان «دژ اشکفت دیوان» باز گذاشت و به دایه سپرد و تمامی درها را قفل کرد ویس دوباره از دز خارج شد و در باغ به رامین پیوست. موبد از کار آنان آگاهی یافت و دایه را به شدت تنبیه کرد. رامین گریخت شاه خواست ویس را بکشد اما زرد مانع شد و گفت که رامین در باغ نبوده است. ویس هم دروغی بافت و جان خود را نجات داد.
رامین به خراسان رفت و آنجا فرزانه‌ایی به نام «بهگوی» او را به ترک این عشق پر ماجرا اندرز داد. از طرفی شاه هم ویس را پند و اندرز داد و ویس پذیرا شد که از این پس خلافی نکند. رامین هم از شاه پوزش خواست و به گوراب رفت و با گل دختر رفیدا ازدواج کرد. سپس نامه‌ایی به ویس نوشت که من زندگانی سعادتمندانه‌ایی یافته‌ام و دیگر کاری به کار تو ندارم. ویس دایه را با پیغامی به سوی رامین به گوراب فرستاد. رامین به دایه بی‌اعتنایی کرد. ویس نامه‌ای به رامین نوشت و او را به سبب پیمان‌شکنی و بد عهدی سرزنش کرد. رامین از پیوند با گل پشیمان شد. و به ویس نامه‌ای عاشقانه نوشت و در طلب او به مرو رفت. شاه خواست رامین را با خود به شکار برد. اما رامین خود را به بیماری زد. نامهٔ رامین به ویس رسید و ویس هم پاسخی برای رامین نوشت. رامین سرانجام زرد را کشت و گنج شاه موبد را به چنگ آورد. شاه موبد از موضوع آگاه شد. اما چون در حال جنگ بود، نتوانست بازگردد و از پیشامد روزگار در همان جنگ درگذشت.
رامین به پادشاهی رسید و با ویس ازدواج کرد. رامین صد و ده سال عمر یافت و هشتاد و سه سال پادشاهی کرد و از ویس صاحب دو فرزند شد. سرانجام ویس درگذشت و رامین پادشاهی را به پسر خود سپرد و خود تا پایان زندگی مجاور آتشگاه، نزدیک دخمهٔ ویس، عمر را به گریه و زاری گذراند.

## برگردان منظومهٔ ویس و رامین به نثر
فریده گلبو نویسندهٔ معاصر ایرانی، منظومهٔ ویس و رامین را، که توسط فخرالدین اسعد گرگانی در بحر هزج مسدس مقصور یا محذوف در فاصلهٔ سال‌های ۴۳۲ تا ۴۴۶ یا ۴۴۸هـ. ق سروده شده است، به نثر امروزی درآورده است. این کتاب برای نخستین بار در سال ۱۳۸۸ انتشار یافت.

## دیدگاه‌ها دربارهٔ داستان منظومهٔ ویس و رامین
محمدعلی اسلامی ندوشن در این باره می‌نویسد:
«ویس و رامین یک اثر ادبی رئالیست است که تار و پود آن از طبیعت گرفته شده است. عشق ویس و رامین با روشنایی و زندگی پیوند دارد.
پردازندگان ویس و رامین می‌دانسته‌اند که انسان موجودی است سرشته از خوب و بد و کوششی در پنهان کردن جنبه بد او نداشته‌اند.
آدمی محل برخورد آز و خرد است و خرد بر عشق که بالاترین حد حدت عاطفی انسان است نمی‌تواند غلبه کند.
دو جوان یکدیگر را دوست دارند تا از روشنی و نعمت حیات نصیب برگیرند. رنج و هجران نیز برای آنان جز این معنایی ندارد که امید شادی و وصال را در خود می‌پرورد.»

## تخیلی دانستن داستان
صادق هدایت در مقالهٔ «چند نکته از ویس و رامین»∗ اشاره می‌کند: «... آنچه ویس و رامین را از سایر رمان‌های عاشقانهٔ باستان ممتاز می‌سازد نخست موضوع کتاب است، زیرا برخلاف پهلوانان داستان‌های عشقی قدیم که عموماً از افسانه یا اشخاص تاریخی گرفته شده‌اند و داستانسرا کوشیده که از جزئیات زندگی آنها به خواننده درس اخلاق و دلاوری و گذشت و غیره بیاموزد، موضوع «ویس و رامین» بسیار گستاخانه انتخاب شده و گویا به همین علت، پهلوانان آن خیالی است و با افسانه و تاریخ وفق نمی‌دهد»
آرتور کریستنسن نیز این داستان را تخیلی محض می‌داند.

## اشکانی بودن داستان

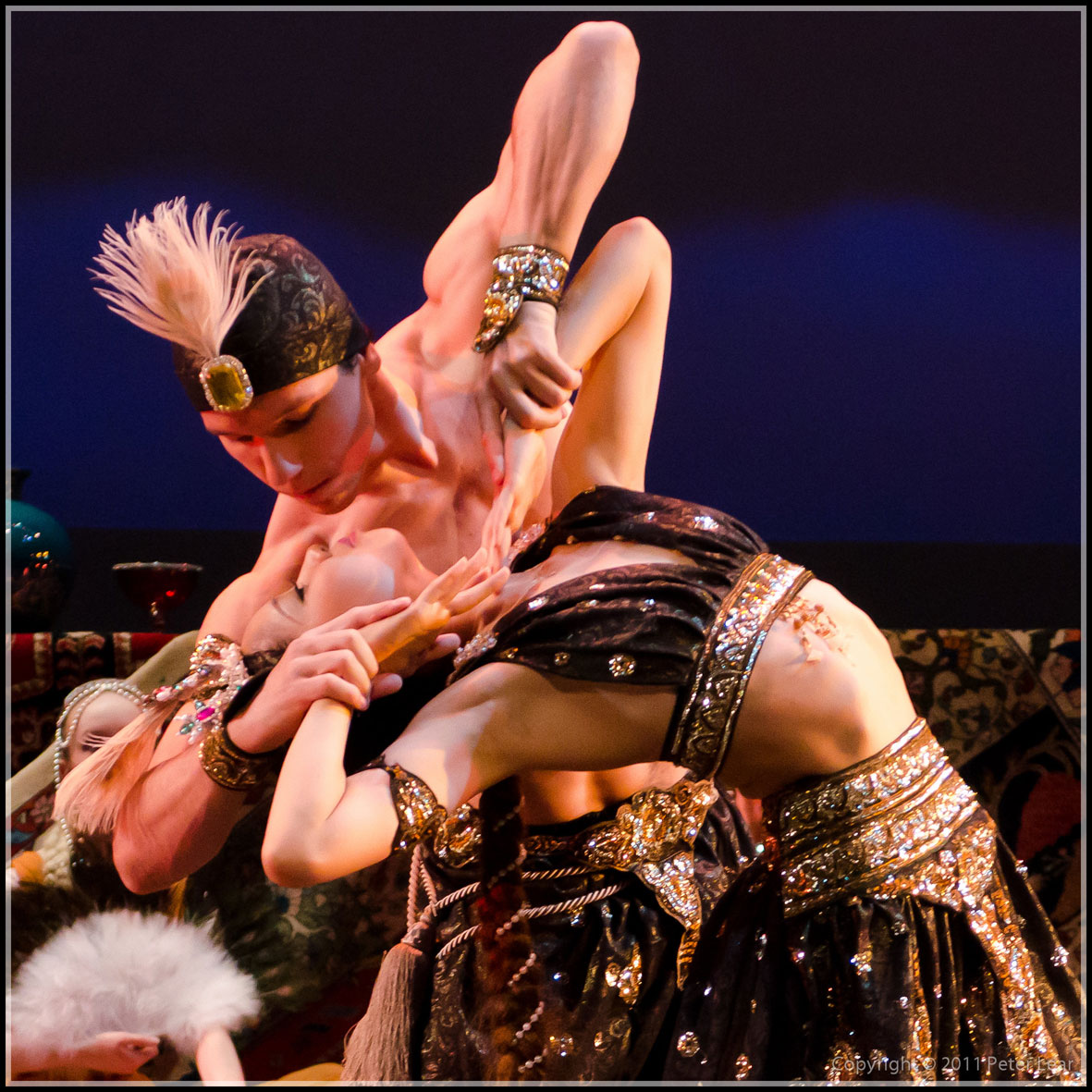
اجرایی از روی داستان ویس و رامین در تورنتو، کانادا، سال ۲۰۱۱

مقالهٔ ویس و رامین داستان عاشقانه پارتی از ایرانشناس روسی ولادیمیر مینورسکی، برجسته‌ترین پژوهشی است که تاکنون دربارهٔ منشأ داستان نوشته شده است. مینورسکی تلاش کرده است که زمینه‌های جغرافیایی و تاریخی متن را بررسی و مشخص کند. بر مبنای دیدگاه وی: طرز حکومت و اوضاع کلی و ویژهٔ جغرافیایی، آنچنانکه در ویس و رامین توصیف شده با هیچ‌یک از ادوار چندهزار سالهٔ ایران جز دورهٔ حکومت پارت‌ها هنگام فرمانروایی شاهنشاهی اشکانی منطبق نیست.
دلایلی که برای اشکانی بودن این داستان آورده می‌شود:
- شاه شاهان: مهرداد دوم نخستین کسی بود که از لقب شاه شاهان برای خود استفاده کرد. در «ویس و رامین» هم برای شاه موبد -برادر رامین و شوهر ویس- لقب شاه شاهان بارها برای او به کار رفته است. هرچند پس از مهرداد نیز شماری از شاهان اشکانی از این لقب بهره بردند ولی هیچ‌یک به اقتدار او نرسیدند.
- جنگ با ارمنستان: مهرداد دوم در سال ۱۱۰ پ. م به جنگ با ارمنستان رفت. این موضوع در «ویس و رامین» نیز آمده است:

| که رامین رفت خواهد سوی ارمن |  | به نخچیر شکار و جنگ دشمن |

- جنگ ایران و روم: در سال ۱۲۲/۱۲۱ پ. م مهرداد دوم به آسیای کوچک و روم حمله می‌کند و پیروز می‌شود. در ویس و رامین نیز آمده است:

| شاهنشه موبد از قیصر خبر یافت |  | که قیصر دل ز راه مهر برتافت  |
| ز بد راهی نهادی دیگر آورد    |  | به خودکامی سر از چنبر برآورد |
| همه پیمان‌های کرده بشکست      |  | بسی کس‌های موبد را فروبست     |
| ز روم آمد سپاهی سوی ایران    |  | بسی آباد را کردند ویران      |

در ادامهٔ داستان هم شرح داده می‌شود که شاه از تمام شهرها لشکری آماده می‌کند و به نبرد با رومیان می‌رود و پیروز بازمی‌گردد.
- ساتراپ ساتراپ‌ها: در نقش برجسته‌های بیستون، نقش برجسته‌ای از مهرداد دوم وجود دارد که ۴ تن از ساتراپهای محلی در برابر وی قرار دارند. یکی از این افراد همین «گودرز» است که به عنوان ساتراپ ساتراپ‌ها، یعنی مسئول تمامی ایالات در پیشاپیش ساتراپ‌های محلی قرار گرفته است. در «ویس و رامین» می‌خوانیم که «رامین» برای فراموشی «ویس» از شاه می‌خواهد که او را سپهبدِ ماه‌آباد (ایالت ماد) کند، که شاه در استقبال از این پیشنهاد حکمرانی گرگان و ری و کوهستان را نیز به رامین می‌سپارد. در ادامه نیز روشن می‌شود علاوه بر این مناطق بر مناطق دیگری نیز حکم می‌رانده است:

| بگشت او گرد مرز پادشاهی       |  | گرفته رای فرمانش روایی      |
| نشسته با سپاهی در سپاهان      |  | که بود از مرزها بهتر سپاهان |
| ز گرگان تا ری و اهواز و بغداد |  | بگسترده بساط رامش و داد     |

- استقلال از شاهنشاه: رامین با رسیدن به قزوین دیگر از شاهنشاه اطاعت نمی‌کند و خود را پادشاه می‌خواند. گودرز نیز در سال ۹۱ پ. م از فرمان مهرداد دوم سرپیچی می‌کند و خود را شاه ایران می‌خواند. جالب است که رامین بر پایهٔ «ویس و رامین» در مناطق غربی ایران قرار می‌گیرد و گودرز نیز در مناطق غربی ایران بوده است.
- خورشیدشاه: یکی از القاب مهرداد دوم، خورشید بوده است که او را «خورشیدشاه» نیز می‌خوانده‌اند. در «ویس و رامین» نیز چنین آمده است:

| ز یک سو زن مرا دشمن گرفته |  | وزو خورشید نام من گرفته |

- پایتخت: پایتخت شاهنشاه (موبدشاه) در «ویس و رامین» شهر مرو در ۳۰۰ کیلومتری عشق‌آباد می‌باشد و پایتخت مهرداد دوم نیز در شهری به نام «نیسا» در نزدیکی عشق‌آباد امروزی بوده است که امروزه ویرانه‌های آن باقیست. پس می‌توان پذیرفت که مراد شاعر از شهر مرو، همان شهر نیسا بوده است.
- دیگر دلایل: در «ویس و رامین» از روابط میان دربار ایران و دربار چین سخن گفته می‌شود که در زمان مهرداد دوم نیز چنین روابطی وجود داشته است.[۸]
- تطابق زایچه: از جملهٔ محکم‌ترین دلایل پیرامون این موضوع زایچهٔ (جدول یا شرح محل ستارگان که بیشتر به مناسبت‌هایی ویژه چون زایش، مرگ یا وقوع جنگی ثبت می‌شده است) است که در کتاب «ویس و رامین» آورده شده است و بیانگر زمانی است که شاه برای نخستین بار با ویس دیدار می‌کند، که با دانش ستاره‌شناسی امروز و با بررسی وضعیت آسمان در فاصلهٔ سال‌های ۲۴۷ قبل از میلاد تا پایان دورهٔ ساسانیان و حتی زمان زندگی فخر الدین اسعد گرگانی، تنها می‌توان به یک حالت منطبق با نشانه‌های زایچهٔ کتاب «ویس و رامین» برخورد کرد و این تاریخ هم برابر با ۱ ژوئیه ۱۱۶ پ. م می‌باشد و این درست همان زمانی است که مهرداد دوم در ایران پادشاهی می‌کرد.

## نفوذ
برخی از پژوهشگران پیشنهاد کرده‌اند که ویس و رامین ممکن است بر افسانه تریستان و ایزولت تأثیر گذاشته باشد.

## شعری از ویس و رامین در موزه ژاپن
اسعد گرگانی در کتاب ویس و رامین:
| جهان خرمی با کس نماند |  | فلک روزی دهد روزی ستاند |

اثر فردوسی در شاهنامه:
| جهان یادگارست و ما رفتنی |  | بمردم نماند به جز مردمی |

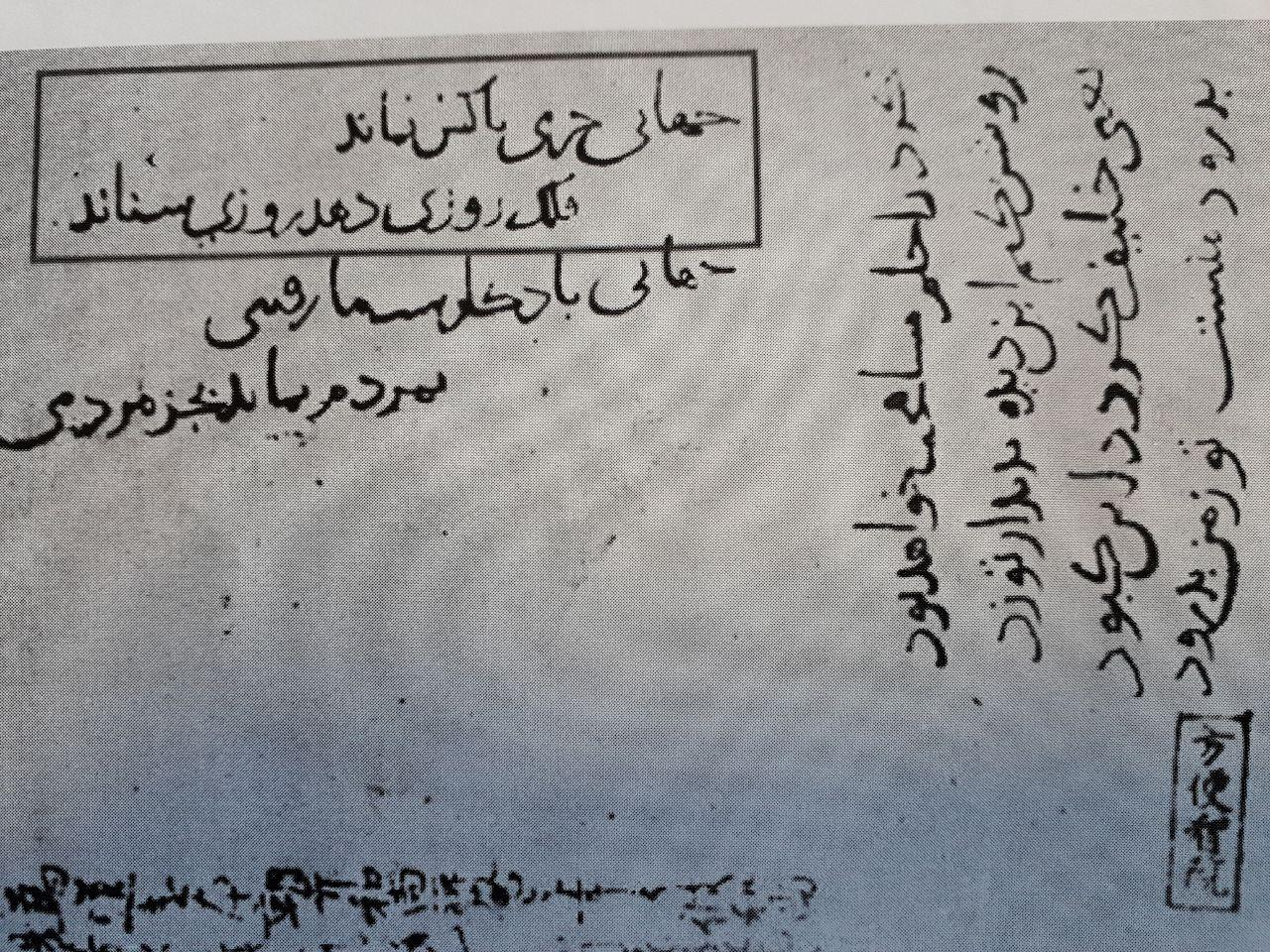
دست نوشته ژاپنی

یک راهب ژاپنی بنام کیوسه در حاشیه این کاغذ نوشته است (سال ۱۲۱۷ میلادی) در گوانگجو چین با ۳ فرد خارجی ملاقات کردم و موقع خداحافظی از آنها خواستم که به خط خود دعایی برایم بنویسند آنها این دستخط را نوشتند. این راهب این نوشته را با خود به معبد کوزانجی ژاپن آورد.